# Sam Francis (Maler)

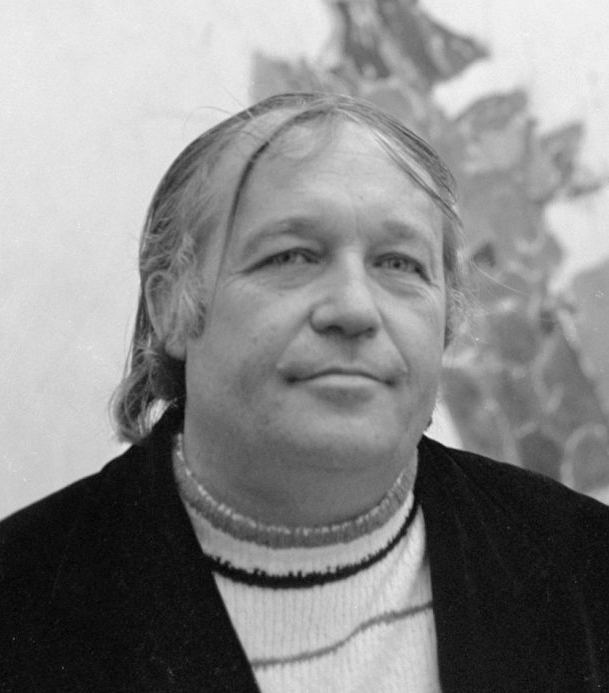
Sam Francis 1968

Sam Francis (eigentlich Samuel Lewis Francis; * 25. Juni 1923 in San Mateo, Kalifornien; † 4. November 1994 in Santa Monica, Kalifornien) war ein US-amerikanischer Maler und Grafiker. Sein Werk wird dem Abstrakten Expressionismus bzw. der Farbfeldmalerei zugeordnet.

## Leben und Werk
Bevor er zu seiner künstlerischen Berufung fand, studierte Francis in den Jahren 1941 bis 1943 Botanik, Medizin und Psychologie an der University of California in Berkeley. Danach verpflichtete er sich für die beiden folgenden Jahre als Soldat bei der amerikanischen Luftwaffe. Gegen Ende des Zweiten Weltkrieges erlitt er bei einem Flugzeugabsturz schwere Verletzungen der Wirbelsäule, die ihn zu einem langjährigen Aufenthalt in Lazaretten und Kliniken zwangen. Während dieser Zeit kam er mit der Malerei in Berührung. Nach seiner Genesung nahm Francis in den Jahren 1948 bis 1950 an seiner alten Universität das Studium der Kunstgeschichte und der Bildenden Kunst auf. Beeinflusst wurde er in dieser Zeit insbesondere von den abstrakten Expressionisten Mark Rothko, Arshile Gorky und insbesondere von Clyfford Still.
Nach erfolgreichem Studium besuchte Francis Paris und richtete sich dort dauerhaft ein. Dort lernte er Muriel Goodwin kennen, die er später heiratete. Zahlreiche Künstlerkontakte, insbesondere zu dem Kreis um den Maler und Bildhauer Jean-Paul Riopelle, prägten seinen Stil, der ihn zu einem wichtigen Repräsentanten des Tachismus werden ließ. Bekannt wurde er mit seiner Technik, Farben in unterschiedlich starken Rinnsalen auf dem Malgrund ineinander fließen zu lassen, die sich dann zu teilweise großen Farbkleksen mischten.
1957 unternahm Francis eine Weltreise, die ihn unter anderem auch zu mehrmonatigen Aufenthalten nach Japan brachte; dort führte er im Rahmen einer Auftragsarbeit sein erstes, großformatiges Wandgemälde aus. Derartige, teilweise übergroße Wandmalereien installierte er in einer späteren Schaffensphase u. a. auch in der Kunsthalle Basel oder in der New Yorker Chase Manhattan Bank.
Nach einer Phase der Rastlosigkeit mit Ateliers in Paris, Bern, Tokio und New York, kehrte Francis 1962 nach Kalifornien zurück und ließ sich in Santa Monica nieder. In den 70er Jahren wandte er sich dem Action Painting zu. In dieser Zeit begann er sich auch für andere Kunsttechniken wie Lithografie, Monotypie oder Radierung zu interessieren.
Ab 1980 war er Mitglied der American Academy of Arts and Letters.
Francis bezog 1988 ein Wohn- und Atelierhaus in Inverness, Kalifornien. 1992 wurde ein Projekt für den Deutschen Bundestag in Bonn abgelehnt.
Neben seiner Kunst engagierte sich Sam Francis auch im friedlichen Kampf gegen den amerikanischen Vietnamkrieg. In Konsequenz seines sozialen und Umwelt-Engagements gründete der Künstler 1987 das Sam Francis Medical Research Center, das Ursachenforschung bei Krankheiten betreibt, die durch Umweltschädigungen entstehen.
Sam Francis war fünfmal verheiratet, u. a. mit den Künstlerinnen Mako Idemitsu und Teruko Yokoi. Aus der Ehe mit Yokoi stammt die Tochter Kayo, aus der Ehe mit Idemitsu die Söhne Osamu und Shingo. Teruko Yokoi lebte bis 2020 in Bern, Idemitsu lebt in Tokyo.
Kurz vor seinem Tod im Jahr 1994 wurde Francis in New York zum Mitglied (NA) der National Academy of Design gewählt.
Im Jahre 2009 wurden einige seiner Gemälde, die sich zu der Zeit in einem Lager einer norwegischen Galerie befanden, gestohlen und an einen niederländischen Galeristen verkauft. Die Hehler konnten in Zusammenarbeit mit dem deutschen Zoll und niederländischen und norwegischen Behörden festgenommen werden.

## Ausstellungen (Auswahl)
- 1952 erste Einzelausstellung in der „Galérie du Dragon“, Paris.
- Im Jahr 1959 nahm Sam Francis an der 5. Biennale von São Paulo und an der documenta II in Kassel teil.
- 1964 nahm er an der 32. Biennale von Venedig und an der documenta III teil.
- 2009 und 2023 Samuelis Baumgarte Galerie Bielefeld
- 2011 Galerie Thomas Modern, München.
- 2024 Farbe ist alles. Museum Reinhard Ernst, Wiesbaden